# Silvia Fürst
Silvia Barbara Fürst, née à Bienne le 8 mai 1961, est une cycliste suisse en VTT cross-country.
En 1992, elle remporte le titre mondial et européen. Elle termine à la 16e place aux jeux olympiques de 1996.

## Palmarès en VTT

### Championnats du monde
- Il Ciocco 1991 :  Médaillée de bronze du cross-country
- Bromont 1992 :  Championne du monde du cross-country
- Kirchzarten 1995 :  Médaillée d'argent du cross-country
- Château-d'Œx 1997 : 9e du cross-country

### Championnats d'Europe
- 1991
  -  Médaillée d'argent du cross-country
- 1992
  -  Championne d'Europe du cross-country
- 1996
  -  Médaillée de bronze du cross-country

### Championnats de Suisse
- Championne de Suisse de cross-country : 1991, 1992, 1994

### Autres
- 1992
  - Kirchzarten - cross-country (étape de coupe du monde)
- 1995
  - Rome - cross-country (étape de coupe du monde)